# Голоса с улицы
«Голоса с улицы» (англ. Voices from the Street) — ранний роман в жанре реализм американского писателя-фантаста Филипа К. Дика, написанный в начале 1950-х годов и изданный посмертно 23 января 2007 года издательством Tor Books.
Как и многие из его ранних книг, которые считались непригодными для публикации, когда они были впервые представлены в виде рукописей, это была не научная фантастика, а скорее литературная фантастика. Жанр романа определяют как «экспериментальный мейнстрим». В оригинале рукопись насчитывала 547 страниц. Есть некоторые предположения, что неприятный брак описанный в романе может быть попыткой Дика разобраться в своём собственном шатком втором браке с женой Клео Апостолидес (1950-58), как отмечается в биографиях авторов Лоуренса Сутина и Эммануэля Карриера.

## Сюжет
Действие романа переносится в 1950-е годы, в город Окленд, что в штате Калифорния. Главный герой романа Стюарт Хэдли — молодой парень, работающий продавцом в магазине радиоэлектроники.
Стюарт ведёт довольно обывательскую жизнь: у него есть хороший дом, симпатичная жена, а также приличная работа с перспективами для продвижения вверх по карьерной лестнице. Но Стюарт чувствует, что ему в жизни что-то не хватает и такая жизнь начинает надоедать главному герою; в надежде избавиться от дискомфорта, Стюарт начинает много пить, изменять жене, а после фанатично прибегает религии. Но все его попытки уйти от угнетающей жизни тщетны. Стюарт понимает, что он медленно, но стремительно сходит с ума.

## Отсылки в других произведениях
Босс Стюарта Хэдли, Джим Фергессон, ненадолго появился в предыдущем романе Дика «Время собираться» (1950), а также в романе «Шалтай-Болтай в Окленде» (1960), но на этот раз в качестве владельца теле-радиоремонтной мастерской. Фергессен появляется в конце постапокалиптического научно-фантастического романа Дика «Доктор Смерть, или Как мы жили после бомбы» (1963), в своей первоначальной роли владельца теле-радиоремонтной мастерской (хотя он убит ещё на начальных этапах Третьей мировой войны).
Олсен, коллега по работе Стюарта, а также сам магазин Фергессона, появляются в произведении «Прозябая на клочке земли» (1957). Персонаж по именни Бетти, которая фигурировала в романе как владелица близлежащего магазина здоровой пищи, также появляется в романе «Шалтай-Болтай в Окленде».
В качестве второстепенного персонажа Стюарт Хэдли появляется в романе «Доктор Смерть…», но как чернокожий мужчина по имени Стюарт Макконти, хотя в оригинальном романе Стюарт европеоид, а позже в романе «Порог между мирами» (1963) уже снова белокожим.